# Magnox-Reaktor

Schema eines Magnox-Reaktors

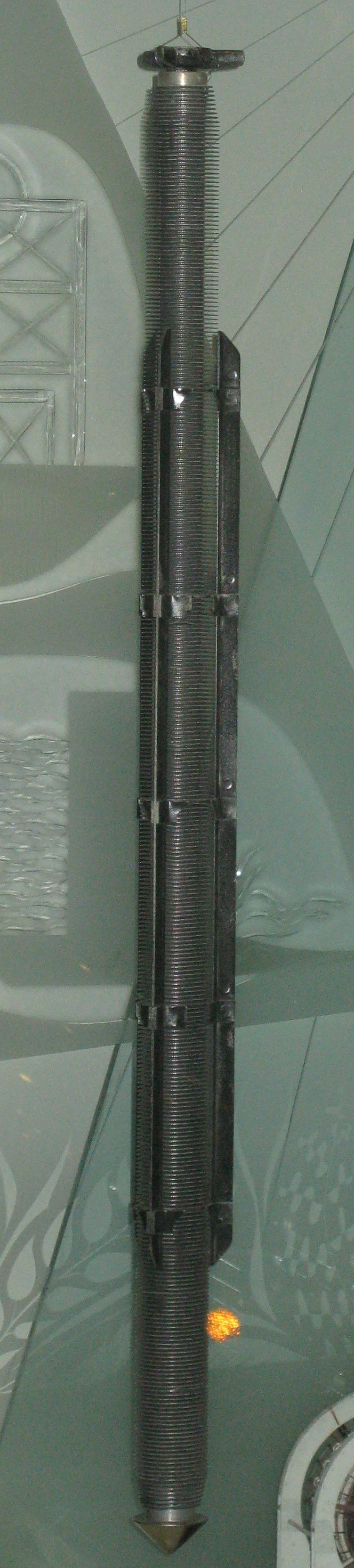
Brennstab eines Magnox-Reaktors aus der PIPPA-Designstudie, die zur Entwicklung von Calder Hall beitrug.

Als Magnox-Reaktor bezeichnet man umgangssprachlich eine der ersten kommerziell genutzten Kernreaktorbaureihen der Welt. Sie wurden hauptsächlich in Großbritannien entwickelt, waren dort in Betrieb und sind es zum Teil noch heute.
Die Bezeichnung „Magnox“ rührt vom Hüllmaterial der Brennelemente. Die Reaktoren zählen zur Klasse der solid fuel reactors, also der Festbrennstoff-Reaktoren, und dort zu den gasgekühlten, graphitmoderierten Kernreaktoren, welche die Fachbezeichnung gas-cooled reactor (GCR), also gasgekühlter Reaktor tragen.

## Aufbau
Das Reaktordesign beruht auf Erfahrungen mit Vorgängerreaktoren, wie z. B. den Windscale Piles oder Forschungsreaktoren in Harwell. Als Moderator wird Graphit, als Kühlmittel gasförmiges Kohlenstoffdioxid (CO2) verwendet. Die Brennelemente waren mit Natururan in metallischer Form beladen.
Den Namen „Magnox-Reaktor“ rührt vom Hüllrohrmaterial der Brennelemente. Magnox steht dabei für magnesium non oxidizing, also Magnesium, nicht oxidierend. Die Legierung ist für den Einschluss von Uran besser geeignet als Aluminium, welches mit Uran reagieren kann. Magnox ist eine Metalllegierung, die hauptsächlich aus Magnesium sowie Aluminium, Beryllium und Calcium besteht.
Alle Brennelementhüllen besitzen zur Verbesserung des Wärmeüberganges Verrippungen verschiedenster Art. Es wurden sogar rohrförmige Brennelemente entwickelt, welche von innen und außen gekühlt werden (vergleiche Heißdampfreaktor). Die Brennelemente sind in der Regel nicht deutlich länger als 1 m, wobei der Uranstab (auch bezeichnet als englisch pins) bis zu 3 cm dick sein kann.
Der Moderator besteht aus Graphit in Form großer Blöcke, die durch angeformte Nuten und Keile mit relativ großem Spiel verbunden sind. Die Graphitblöcke werden von zylindrischen Kanälen durchzogen, in die die Brennelemente eingebracht werden. Die Brennelemente selbst liegen mit mehreren Führungsleisten, den sogenannten Fins, an der Kanalwand an und werden senkrecht aufeinander gestapelt. Dadurch entstehen sektorförmige Querschnitte, durch die das Kühlgas strömen kann. Weitere Kanäle nehmen die Absorberstäbe für die Reaktorregelung auf.
Der gesamte Reaktorkern ruht mit seinem Gewicht von mehreren hundert Tonnen auf einem geschweißten Stahlrost. Da die Brennelemente während des Reaktorbetriebs mit speziellen Lademaschinen entnommen werden können, kann der Abbrand des Urans gezielt beeinflusst werden, was z. B. bei der Gewinnung waffenfähigen Plutoniums interessant sein kann. Aufgrund des sehr voluminösen Reaktorkerns mussten große Druckbehälter auf den Baustellen geschweißt werden. Später wurden in Frankreich Druckgefäße aus Spannbeton entwickelt.

## Kernkraftwerke
Aufgrund der geringen Leistungsdichten arbeiten Magnox-Reaktoren in Kernkraftwerken sehr unwirtschaftlich und sind aus heutiger Sicht veraltet. Die Nachteile wurden seinerzeit in Kauf genommen, da man als Koppelprodukt Plutonium herstellen wollte, sei es zur Schließung des Brennstoffkreislaufs, oder für Kernwaffen. Ähnlich wie auch beim sowjetischen RBMK wurde dies jedoch nie wie geplant umgesetzt, und auch Staaten mit Atomwaffen auf Plutoniumbasis setzen heute nicht mehr auf Dual-Use-Reaktoren, sondern produzieren das waffenfähige Plutonium in eigenen „Forschungsreaktoren“, welche teilweise als „zivil“ getarnt werden, oder offen militärischen Zwecken dienen.

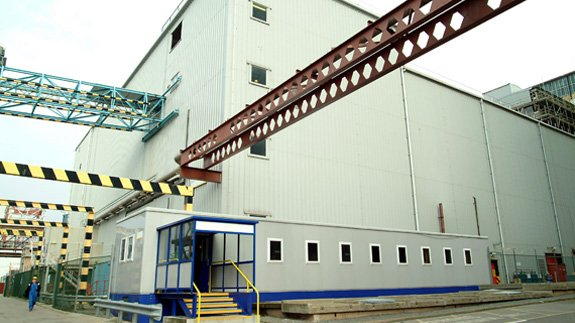
Ehemalige Magnox-Wiederaufarbeitungsanlage 205 in Sellafield. Die 1964 errichtete Anlage war ursprünglich für 25 Jahre ausgelegt und fast 60 Jahre lang in Betrieb. Am 17. Juli 2022 wurde in 205 die letzte Charge Kernbrennstoff aus Magnox-Reaktoren wiederaufgearbeitet. 205 befindet sich nun in der letzten Phase ihres Lebenszyklus, einer mehrjährigen Wasch- und Dekontaminationsphase.

Magnox-Reaktoren im engeren Sinne wurden ausschließlich in Großbritannien gebaut. Sie sind überwiegend in den 1950er und 1960er Jahren ans Netz gegangen. Die Reaktoren in Berkeley, Bradwell, Calder Hall, Chapelcross, Dungeness, Sizewell A, Hunterston, Hinkley Point A, Oldbury, Wylfa und Trawsfynydd wurden alle stillgelegt. Magnox-Brennelemente wurden ab dem Jahr 1964 in der Wiederaufarbeitungsanlage B205 in Sellafield bis in das Jahr 2022 aufgearbeitet. Mit der Stilllegung von Wylfa-1 am 30. Dezember 2015 endete die Ära der Magnox-Reaktoren.

### Andere Verwendungen
Das Magnox-Konstruktionsprinzip wurde weiterhin im Kernkraftwerk Latina in Italien und im Kernkraftwerk Tōkai in Japan realisiert, beide Anlagen befinden sich heute nicht mehr im Betrieb. Der Experimental Power Reactor in Nordkorea wurde ohne britische Unterstützung basierend auf den freigegebenen Bauplänen der Magnox-Reaktoren des Kernkraftwerks Calder Hall gebaut. Weil der Magnox-Reaktor schon beim Bau des nordkoreanischen „Nachbaus“ veraltet war, und kaum jemals Elektrizität mit selbigem produziert wurde, ist davon auszugehen, dass er hauptsächlich zum Zwecke der plausiblen Abstreitbarkeit gebaut wurde, und von vornherein vornehmlich oder ausschließlich dem nordkoreanischen Atombombenprojekt diente.
Die neun inzwischen stillgelegten UNGG-Reaktoren in Frankreich und Spanien weisen einen ähnlichen Aufbau wie die Magnox-Reaktoren auf, die Kernbrennstäbe sind dort jedoch mit einer Magnesium-Zirkonium-Legierung statt einer Magnesium-Aluminium-Legierung umhüllt.
Die Weiterentwicklung des GCR war der Advanced Gas Cooled Reactor (AGCR) am Standort Sellafield.